# チャペル・ローン
チャペル・ローン（英語: Chappell Roan）、本名：ケイリー・ローズ・アムスタッツ（英語: Kayleigh Rose Amstutz、1998年2月19日 - ）は、アメリカ合衆国のシンガーソングライター。彼女はドラァグクイーンと芸術表現用語のいわゆるキャンプの影響を受けた美学で知られる。

## 生い立ち
1998年2月19日にミズーリ州ウィラードで生まれ、敬虔なクリスチャンの家庭で育つ。2016年に亡くなった祖父の名前 デニス・K・チャペルと、彼の好きだったカーリー・フレッチャーの「ザ・ストロベリー・ローン」という曲名からとって、チャペル・ローンという芸名を名乗るようになった。
10歳ごろにピアノを弾き始め。13歳のときに学校のタレントショーで「ザ・クリスマス・ソング」をピアノ伴奏で披露し、初めて人前でパフォーマンスを行った。14歳ごろにYouTubeに楽曲のカバーを投稿するようになり、いくつかのレコードレーベルの注目を集めた。
もともとは俳優を目指していたローンは、歌はその道を開く手段だと考えていた。10代前半で年上の学生に恋をしたことをきっかけに曲を書き始め、15歳ごろに参加したサマーアートキャンプでソングライティングを学んだ。17歳のときにオリジナル曲「ダイ・ヤング」をYouTubeに投稿し、いくつかの音楽ショーケースのためにニューヨークを訪れたあと、アトランティック・レコードと契約を結んだ。

## 経歴

### 2017年から2021年：活動初期
2017年8月3日、「グッド・ハート」と題した初のシングルをリリースし、同年9月22日には初のEP『スクール・ナイツ』をリリースした。同年、ヴァンス・ジョイのレイ・イット・オン・ミー・ツアーにオープニングアクトとして出演した。
2018年、ミズーリ州スプリングフィールドからロサンゼルスへ移住したことで、クィアである自分が受け入れられていると感じるようになり、「本当の自分として曲を書き始めることができた」と述べている。同年1月から3月にかけて、イギリスのシンガーソングライターであるデクラン・マッケンナと共同で米国ツアーを行った。
ローンは2020年初頭に音楽プロデューサーのダン・ナイグロと仕事を始め、同年4月にはナイグロがプロデュースしたシングル「ピンク・ポニー・クラブ」をリリースした。ローンはこの曲のインスピレーションとして、ウェスト・ハリウッドにあるゲイバー、ジ・アビーを訪れたことを挙げたほか、別のインタビューでは、この曲はロサンゼルスでゴーゴーダンサーになりたいという願望を歌ったものであり、「実際のところそれをする自信がないので、その歌を書いた」と述べている。USAトゥデイは、この曲を「2020年のベストソング10」リストの3位にランク付けし、「クィアカルチャー、受容、夢を追うことを真摯に祝福する」ダンスポップと評した。
「ピンク・ポニー・クラブ」はカルト的な支持を得ることに成功し、翌月には2つのシングルをリリースしたが、一連のプロジェクトはアトランティック・レコードにとって十分な収益とはならず、ローンはその年のうちにレーベルから外された。2021年初頭には、オリヴィア・ロドリゴの曲「ドライヴァーズ・ライセンス」の成功により、ナイグロはロドリゴとの『サワー』の作業に焦点を絞り始めた。ローンはナイグロと同じくらい相性の良い協力者を見つけることができず、経済的にも困難な時期を迎え、一時的に両親のもとへ戻り独自に音楽活動に取り組むことになった。

### 2022年から現在：デビューアルバムとブレイクスルー

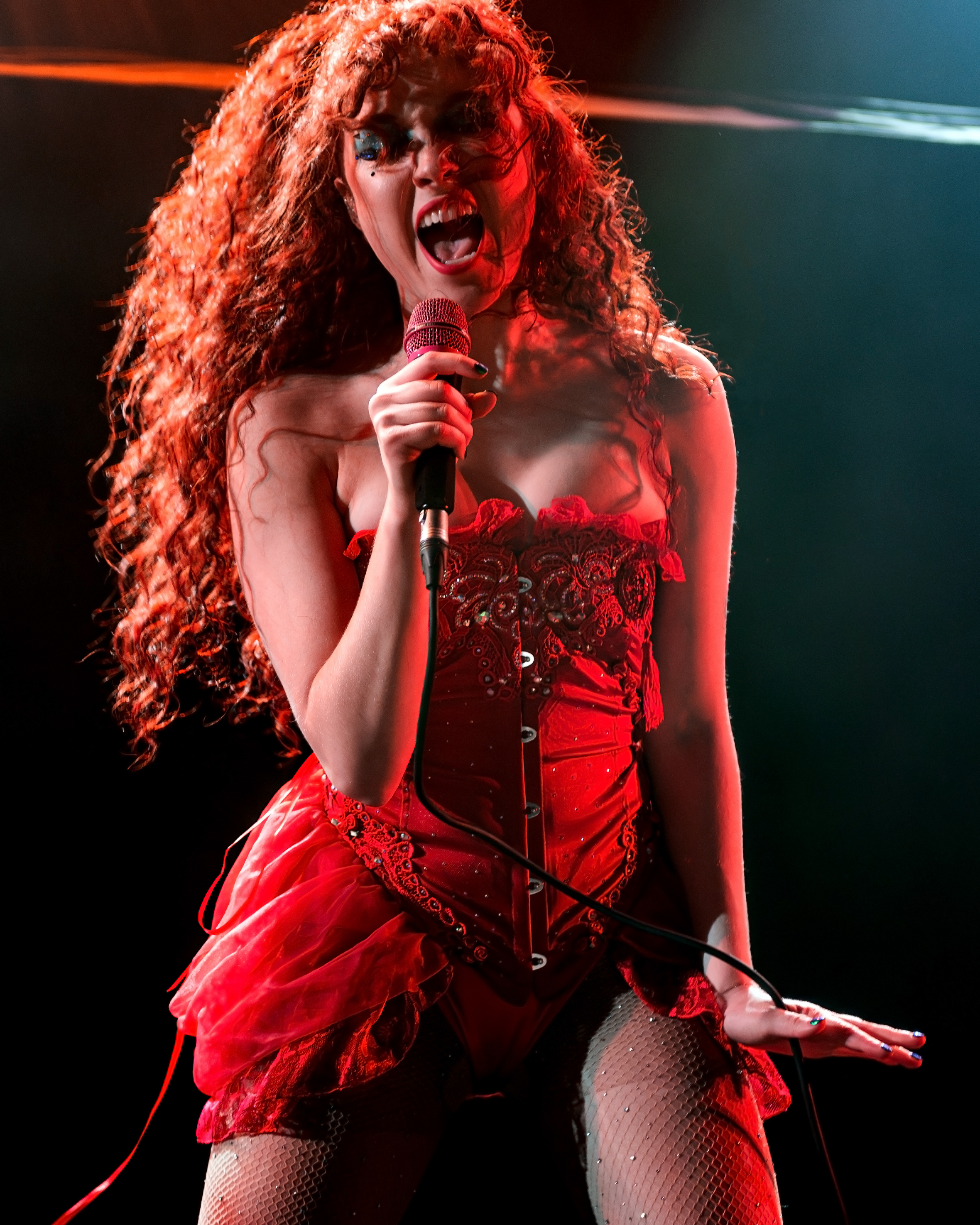
ハリウッド・パラディウムでのパフォーマンス（2022年）

2021年10月までに再びロサンゼルスに引っ越したローンは、別の仕事で生計を立てながら音楽制作を続けた。その後ソニー・ミュージックとの出版契約を獲得し、2022年2月にダン・ナイグロと再び協力したシングル「ネイキッド・イン・マンハッタン」をリリースした。この曲は彼女にとって約2年ぶりのリリースであり、インディーアーティストとしては初めてのものだった。同年、オリヴィア・ロドリゴのサワー・ツアーと、フレッチャーのガール・オブ・マイ・ドリーム・ツアーにオープニングアクトとして出演した。
2023年、ローンはネイキッド・イン・ノース・アメリカ・ツアーを開始した。このツアーは、2018年にウェスト・ハリウッドのナイトクラブで行われたオーヴィル・ペックのコンサートに触発され、ツアーの前座にドラァグクイーンを起用した。同年3月には、ナイグロのインプリントであるアミューズメント・レコードのもとで、アイランド・レコードとの契約を結んだ。9月13日、アメリカとカナダで行われるオリヴィア・ロドリゴのガッツ・ワールド・ツアーで、2024年2月から4月にかけてのオープニングアクトを務めることが発表された。
2023年9月22日、2020年から2023年にかけてリリースした9曲に、新たな5曲を追加したデビュースタジオアルバム『ザ・ライズ・アンド・フォール・オブ・ア・ミッドウェスト・プリンセス』をリリースし、ザ・ミッドウェスト・プリンセス・ツアーに乗り出した。2024年春に終了したこのツアーは、北米を横断し、ロンドン、パリ、ベルリン、メルボルン、ブリスベン、シドニー、アムステルダムでも公演が行われた。各ショーの前座にはドラァグパフォーマーが起用され、売れたチケット1枚につき1ドルが、黒人トランスジェンダーの支援を目的とした非営利団体『For the Gworls』に寄付された。
2024年4月5日、「次の章の最初の曲」として紹介したシングル「グッド・ラック、ベイブ!」をリリースした。この曲は最初の週に700万回ストリーミングされ、Billboard Hot 100で77位に初登場した。アルバム『ザ・ライズ・アンド・フォール・オブ・ア・ミッドウェスト・プリンセス』は同じ週にBillboard 200で66位に上昇し、両チャートで自身初のトップ100入りとなった。同月、コーチェラでパフォーマンスを行った。
2025年2月2日に開催された第67回グラミー賞で最優秀新人賞を受賞した。ローンは今回がグラミー賞の初ノミネートで、最優秀新人賞の他に『The Rise and Fall of a Midwest Prinsess』で年間最優秀アルバム、「Good Luck, Babe!」で年間最優秀レコード、年間最優秀楽曲など計6部門でノミネートされた。

## 人物

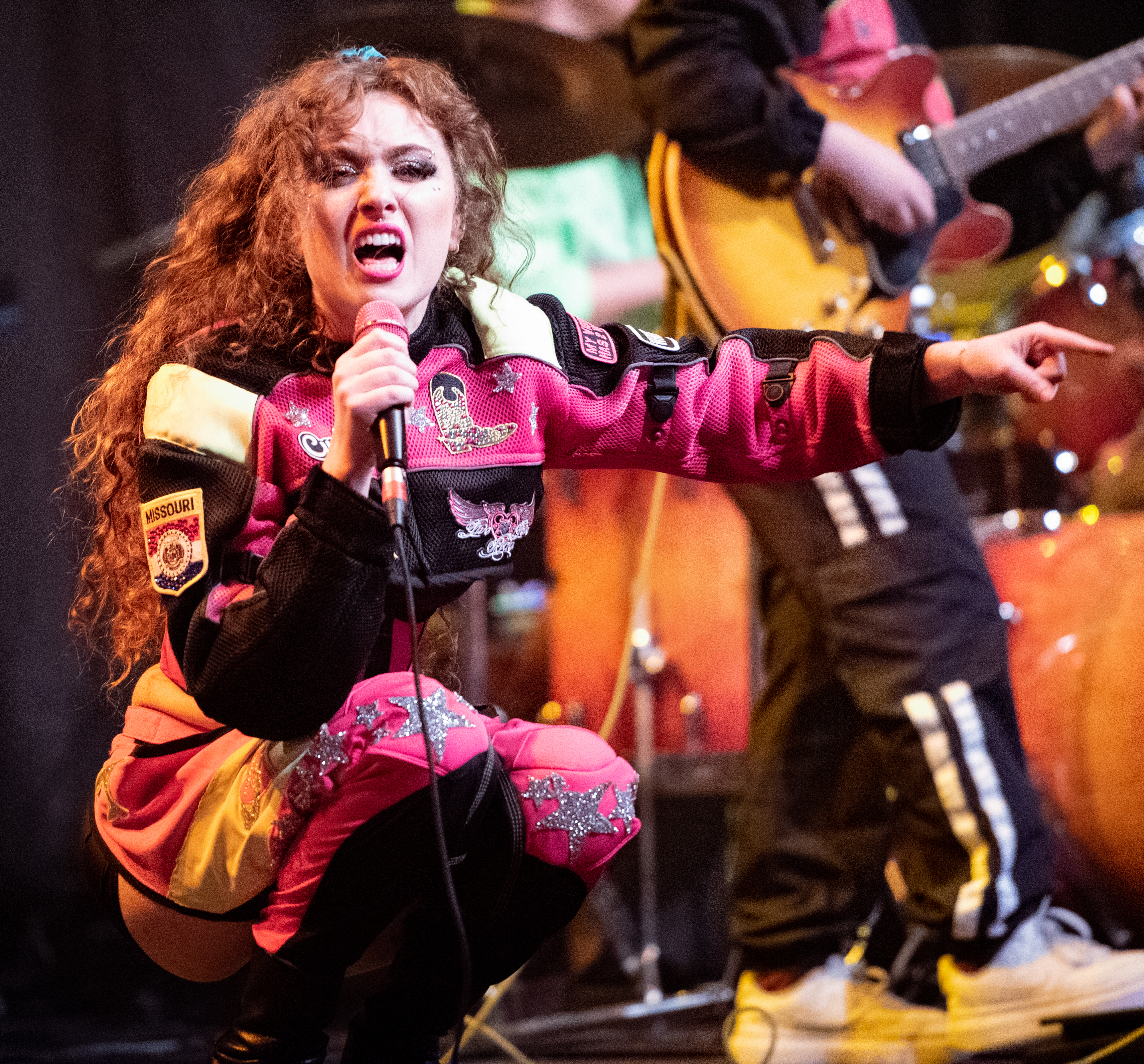
2022年

実家の農場の鶏は両親が好きなレディー・ガガの名前が付けられている。
2025年3月、ポッドキャストの番組に出演したローンは同世代について「5歳以下の子供を持つ友人は全員地獄にいる」「この歳で子供を育てている人で本当に幸せそうな人を見たことがない」と発言、大きな反感を呼び炎上した。

## 芸術性
ローンの初期の音楽スタイルは、インタビュー誌から「強烈で憂鬱な歌詞を際立たせる暗くて不穏なトーンで満たされている」と表現された。ローン自身は彼女の音楽スタイルを「オーガニックとエレクトロニックのサウンドが混ざり合っているが、ポップなトーンも加わっている」や、「バラードを基調としたダークポップ」と表現しており、アーティストのアビー・ワトキンス、映画『The Beguiled/ビガイルド 欲望のめざめ』、アルト・ジェイ、スティーヴィー・ニックス、ロード、ラナ・デル・レイなどのミュージシャンからインスピレーションを受けたと述べた。また、リアーナの曲「ステイ」を、曲を書き始めたインスピレーションとして挙げている。
2018年にロサンゼルスに引っ越したあと、ローンは自身のクィアとしてのアイデンティティにオープンになり、それが彼女のスタイルに大きな変化をもたらした。2020年にリリースされた「ピンク・ポニー・クラブ」は「自分自身の再発明」とみなされ、ローンの美学はドラァグクイーンの影響を強く受け、キャンプなスタイルを取り入れるようになった。バラエティは、ローンを「グラマーでポップ、自身の女性らしさとZ世代の共有体験を受け入れ、また非常にクィアポジティブである」と表現した。ローンは自身のサウンドスタイルを「パジャマパーティーポップ」と呼んでいるが、実際は「インディーシンセポップのようなもの」と述べている。
芸名のチャペル・ローンは分身であり、彼女を「自分自身の大きくてドラァグクイーンバージョン」と表現し、それによって反逆的でリスキーな行動をとることを可能にしていると説明している。ボーカルスタイルは、カレン・カーペンターとスティーヴィー・ニックスを混ぜたものと説明し、またヨーデルの要素も取り入れている。

## ディスコグラフィ
スタジオアルバム
- 『ザ・ライズ・アンド・フォール・オブ・ア・ミッドウェスト・プリンセス』（2023年）

シングル
- 「Bitter」（2018年）
- 「School Nights」（2018年）
- 「Love Me Anyway」（2020年）
- 「California」（2020年）
- 「Naked In Manhattan」（2022年）
- 「Pink Pony Club」（2022年）
- 「My Kink Is Karma」（2022年）
- 「Femininomenon」（2022年）
- 「Casual」（2022年）
- 「Kaleidoscope」（2023年）
- 「Red Wine Supernova」（2023年）
- 「Good Luck, Babe!」（2024年）

EP
- 『スクール・ナイツ』（2017年）